# Bacton (Herefordshire)
Bacton is een civil parish in het Engelse graafschap Herefordshire.

## Foto's

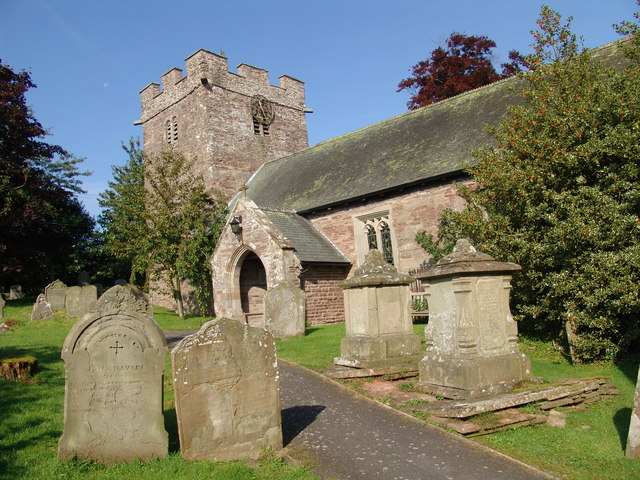